# Dekanat Poznań-Rataje
Dekanat Poznań-Rataje – jeden z 43 dekanatów archidiecezji poznańskiej.

## Parafie
- parafia Chrystusa Najwyższego Kapłana w Poznaniu (osiedle Lecha)
- parafia Imienia Jezus w Poznaniu (osiedle Polanka)
- parafia Najświętszej Bogarodzicy Maryi w Poznaniu (osiedle Stare Żegrze)
- parafia Nawiedzenia Najświętszej Maryi Panny w Poznaniu (osiedle Bohaterów II Wojny Światowej)
- parafia Nawrócenia św. Pawła w Poznaniu (osiedle Piastowskie)
- parafia Pierwszych Polskich Męczenników w Poznaniu (Osiedle Tysiąclecia)
- parafia św. Jana Apostoła i Ewangelisty w Poznaniu (Starołęka Mała)
- parafia św. Łukasza Ewangelisty w Poznaniu (osiedle Rusa)
- parafia św. Marka Ewangelisty w Poznaniu (osiedle Czecha)
- parafia św. Mateusza Apostoła i Ewangelisty w Poznaniu (osiedle Orła Białego)

Administracyjnie dekanat położony jest w centralnej części dawnej dzielnicy Nowe Miasto, na prawym brzegu Warty.
Sąsiednie dekanaty:
- Poznań-Nowe Miasto
- Poznań-Stare Miasto
- Poznań-Starołęka

## Kościoły parafialne
- Kościół Chrystusa Najwyższego Kapłana w Poznaniu
- Kościół Najświętszej Bogarodzicy Maryi w Poznaniu
- Kościół Nawiedzenia Najświętszej Maryi Panny w Poznaniu
- Kościół Nawrócenia św. Pawła Apostoła w Poznaniu
- Kościół Pierwszych Polskich Męczenników w Poznaniu
- Kościół św. Jana Apostoła i Ewangelisty w Poznaniu
- Kościół św. Łukasza Ewangelisty w Poznaniu
- Kościół św. Marka Ewangelisty w Poznaniu
- Kościół św. Mateusza Apostoła i Ewangelisty w Poznaniu

## Galeria

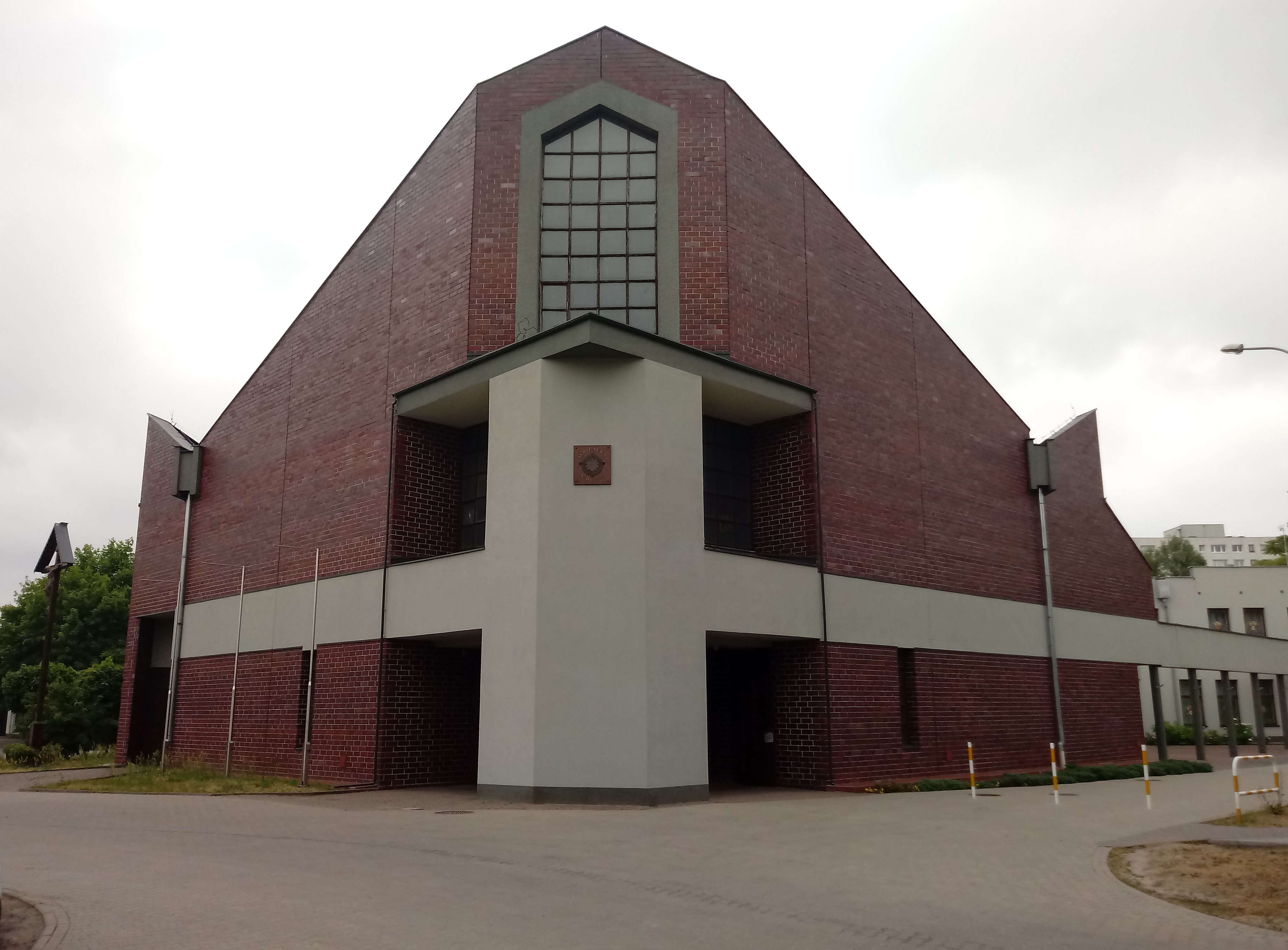
Kościół Chrystusa Najwyższego Kapłana
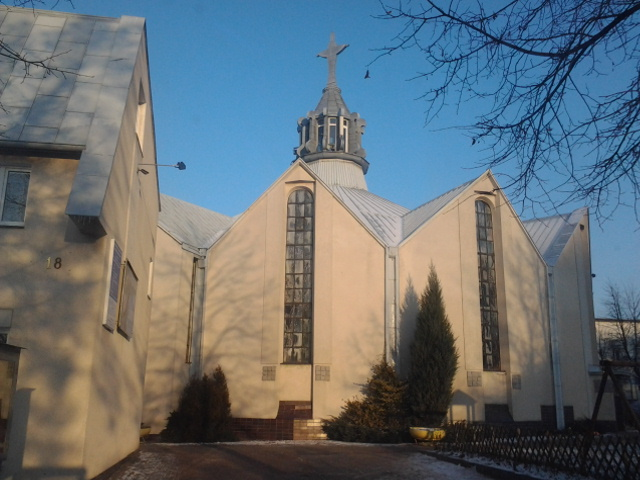
Kościół Najświętszej Bogarodzicy Maryi
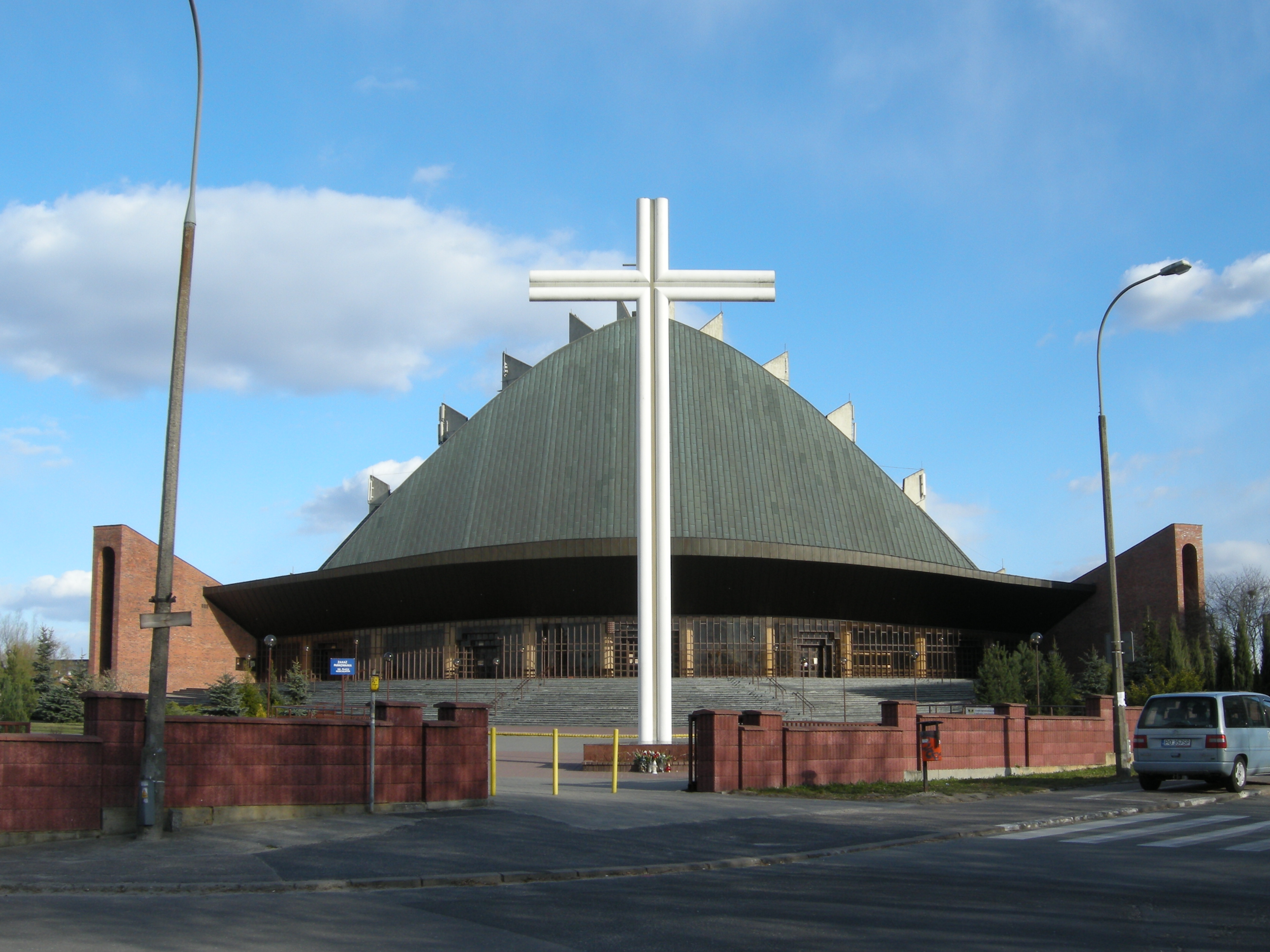
Kościół Nawiedzenia Najświętszej Maryi Panny
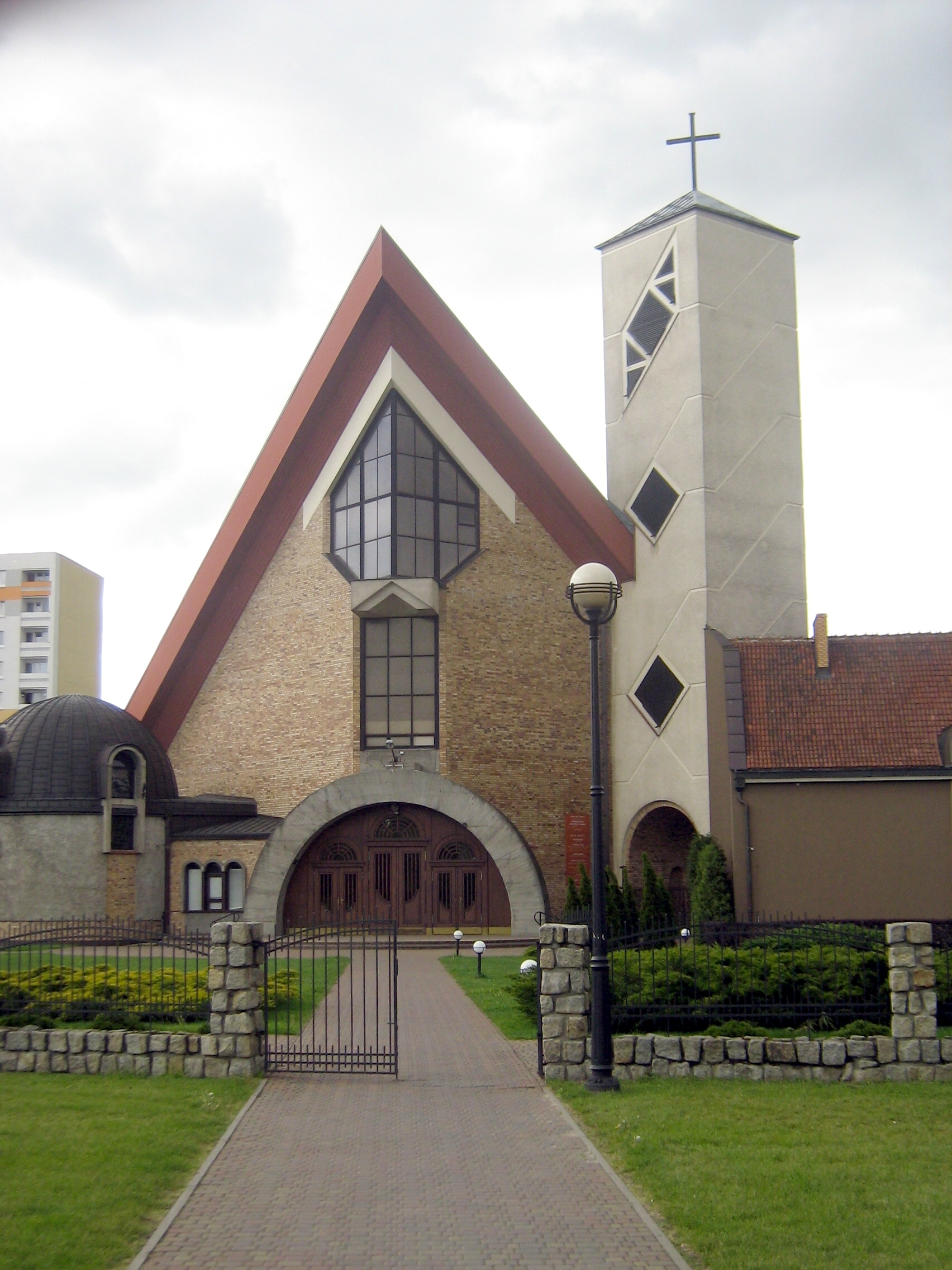
Kościół Nawrócenia św. Pawła Apostoła
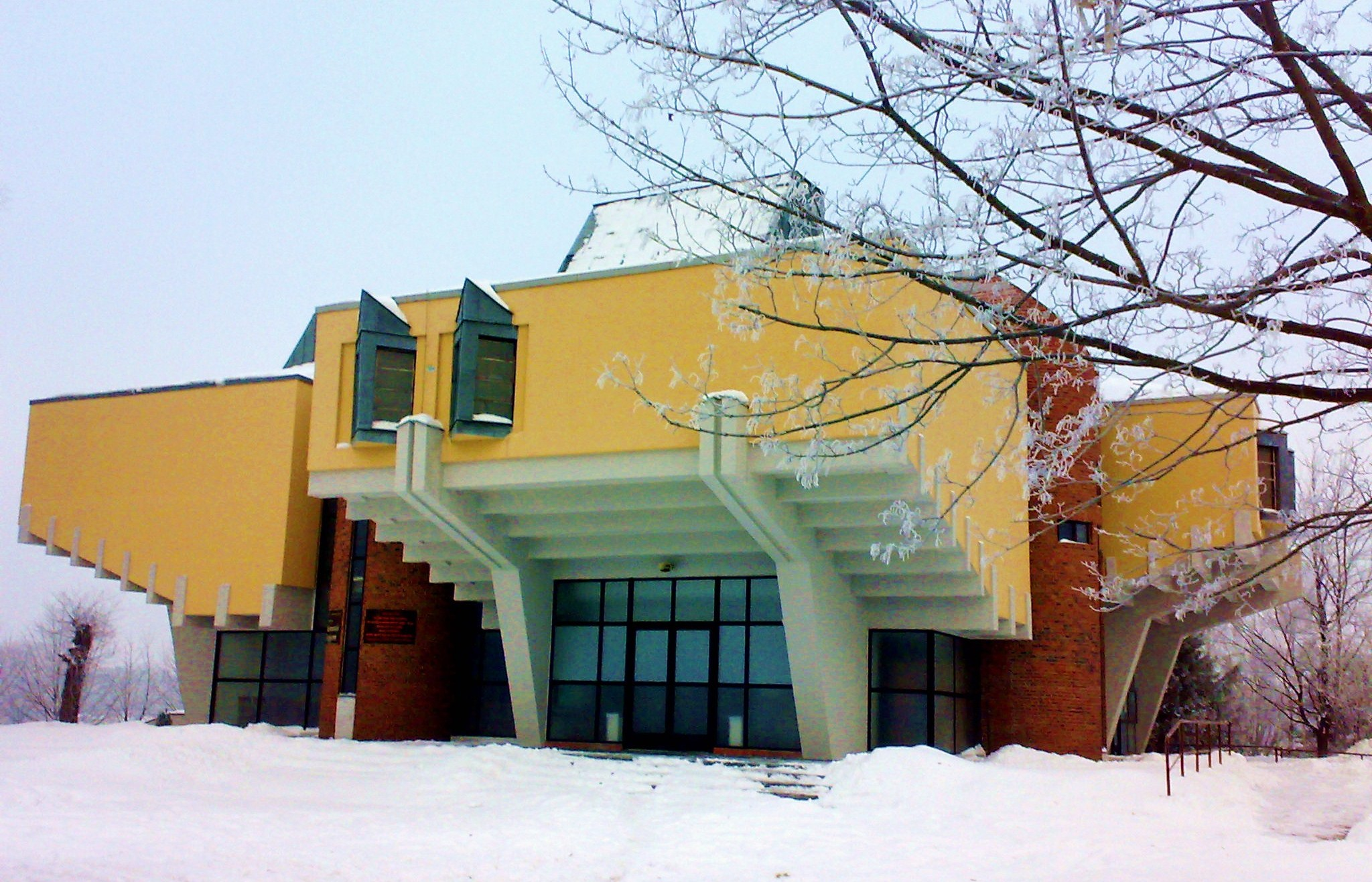
Kościół Pierwszych Polskich Męczenników
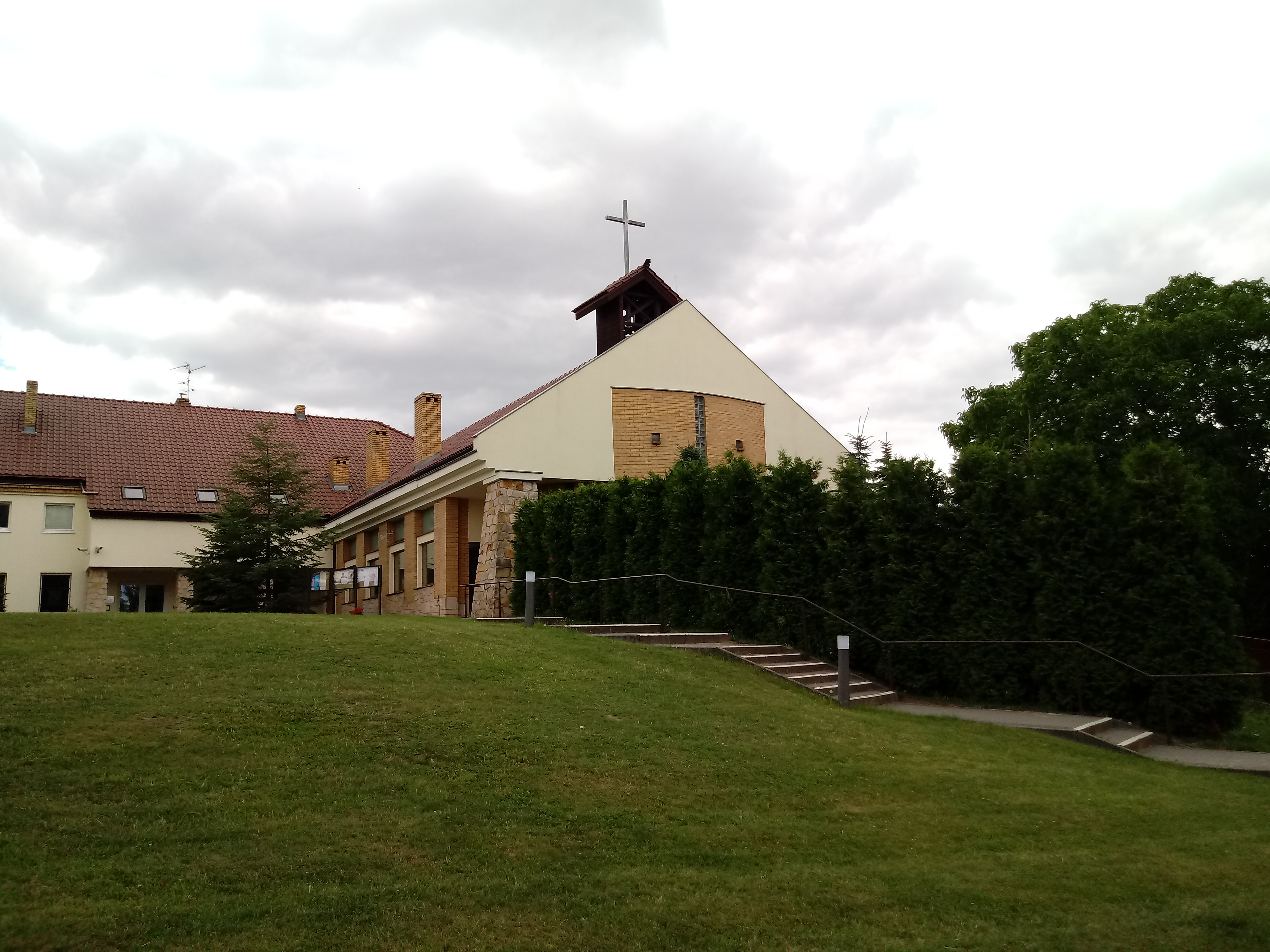
Kościół św. Jana Apostoła i Ewangelisty
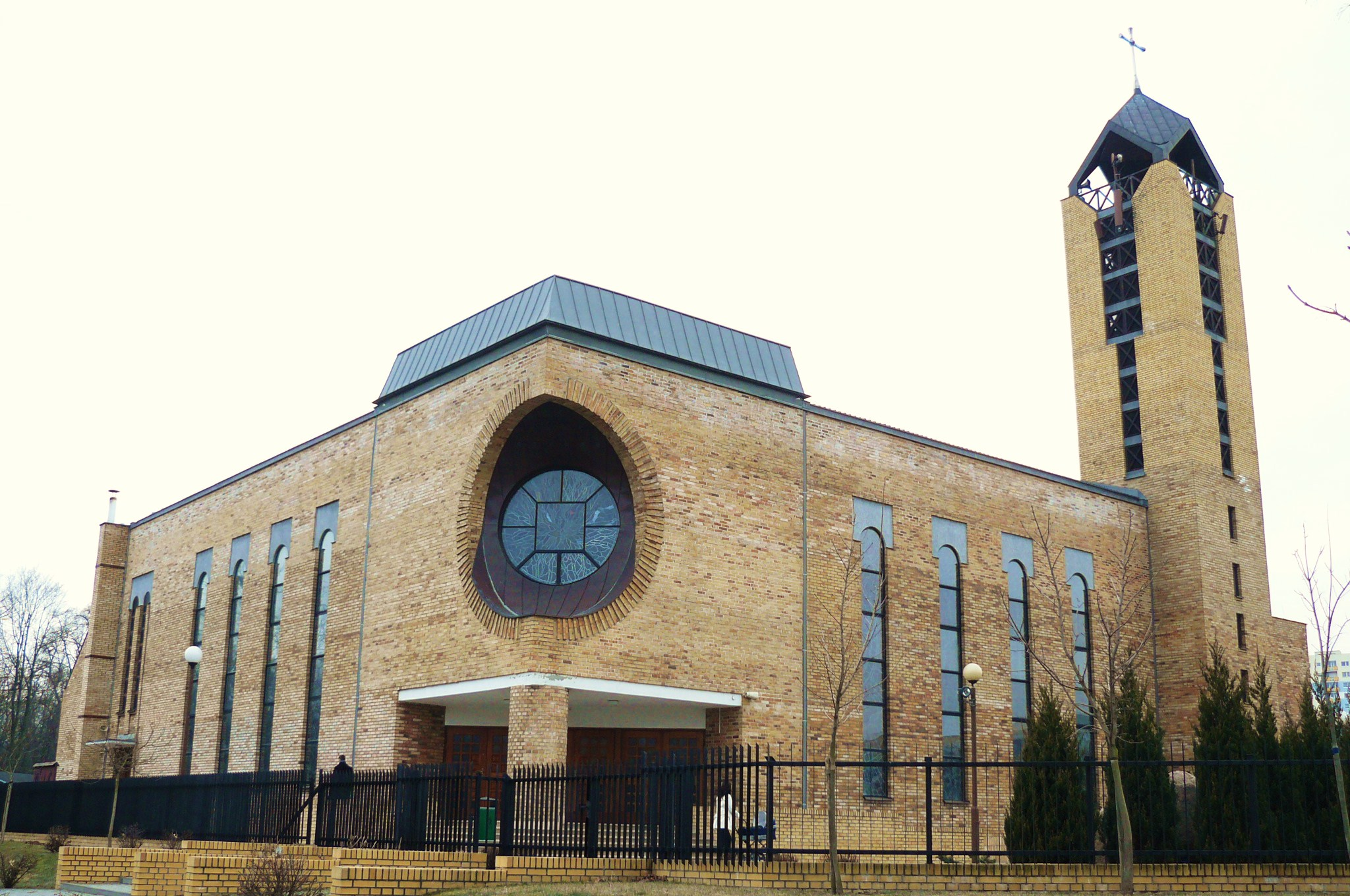
Kościół św. Łukasza Ewangelisty
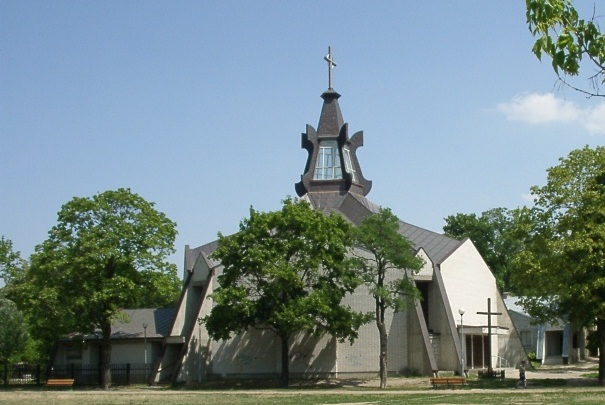
Kościół św Marka Ewangelisty
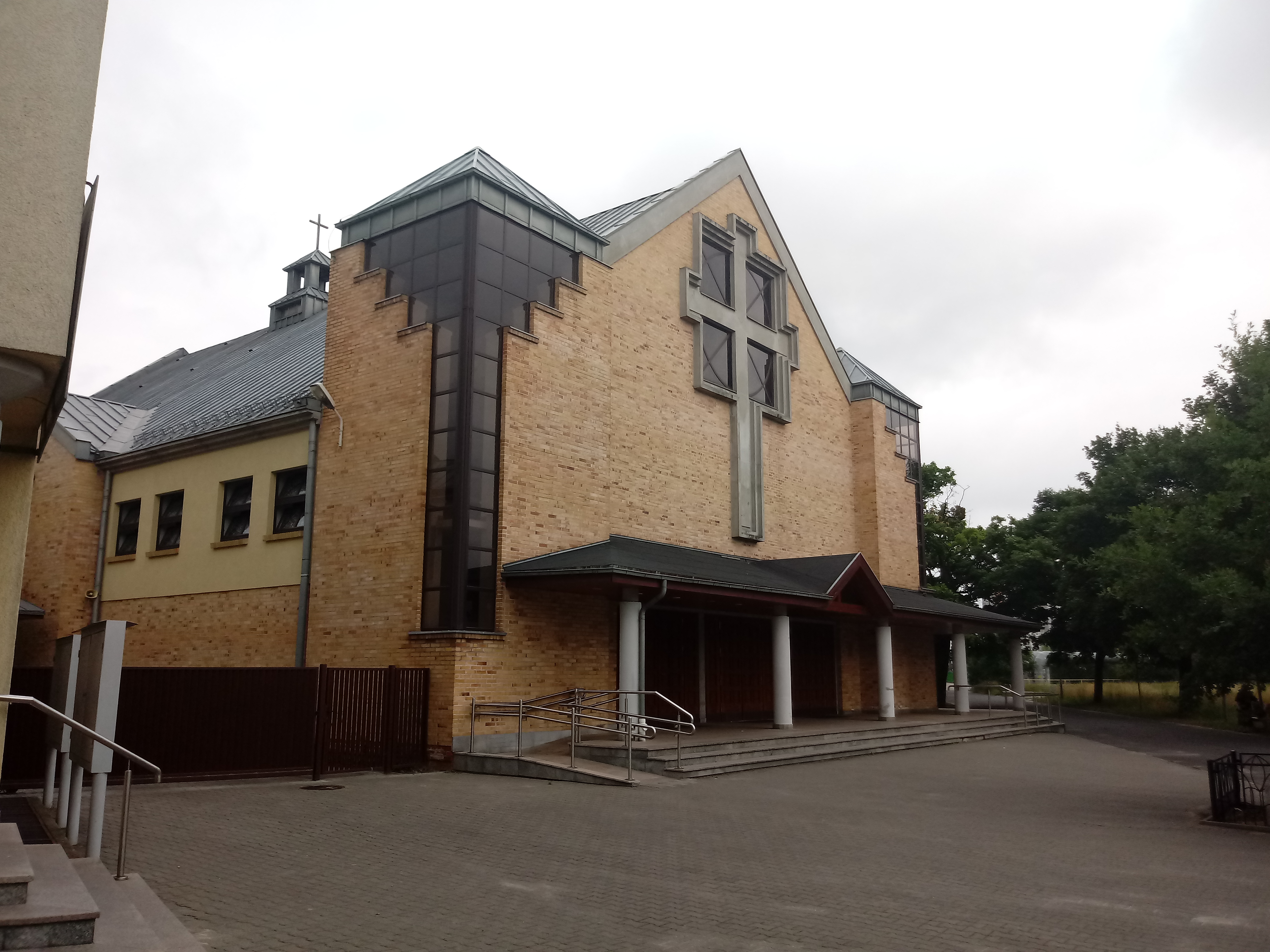
Kościół św. Mateusza Apostoła i Ewangelisty